# Стрічка (оздоба голови)
Стрі́чка (від д.-рус. *строчька — «смужка», пор. строка, строчити), стьо́жка, стьо́нжка (останнє — з пол. wstążka), рідко лента — оздоба голови для дівчат. Стрічки для вплітання в косу називаються ще кісника́ми.

## Український стрій

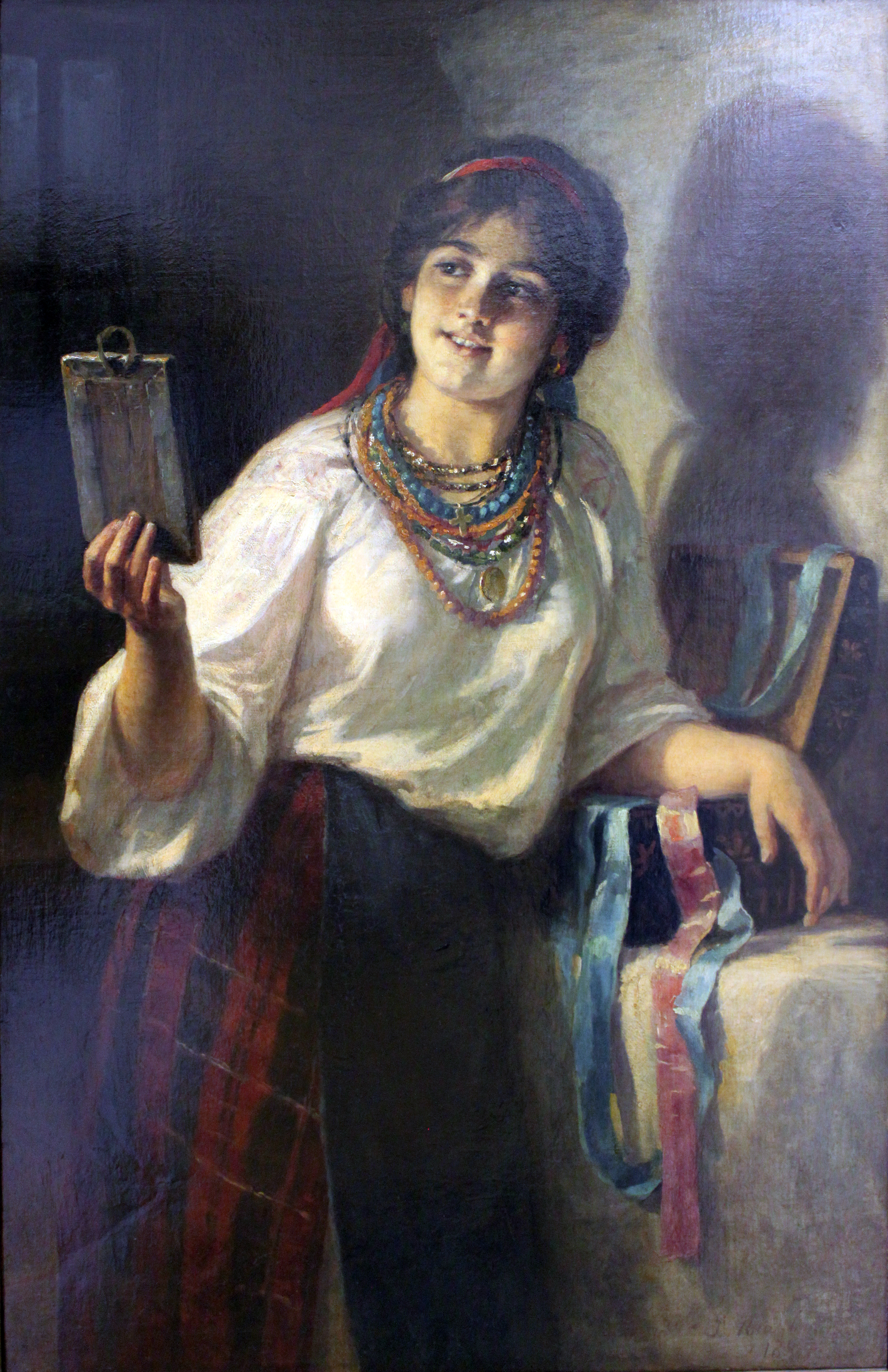
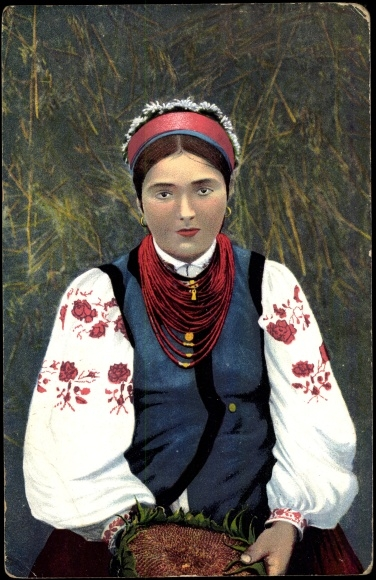
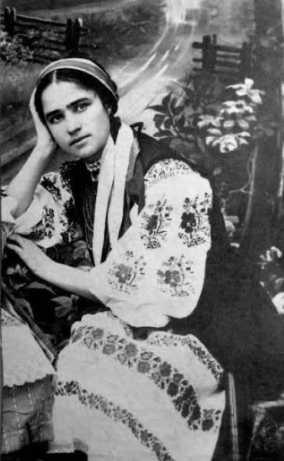
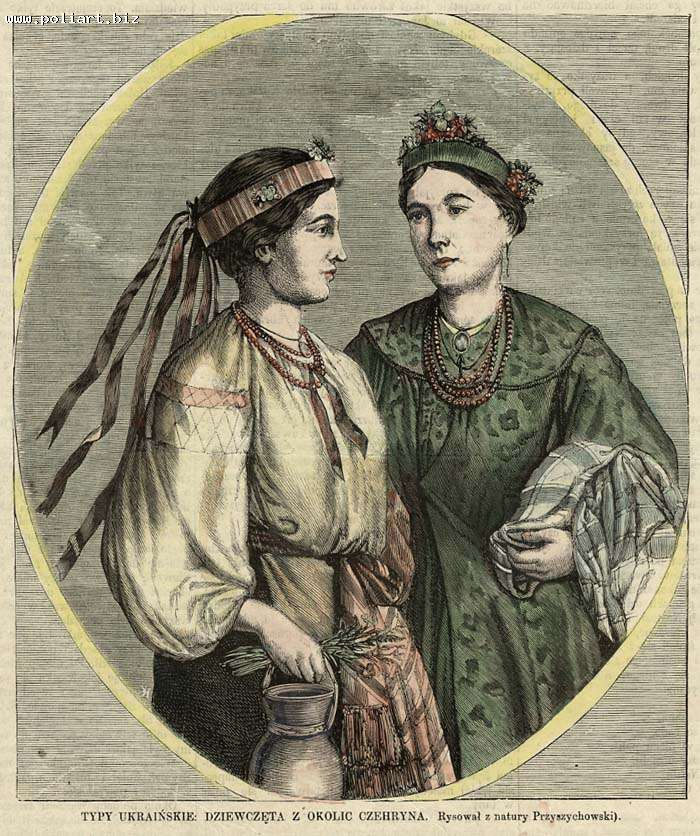
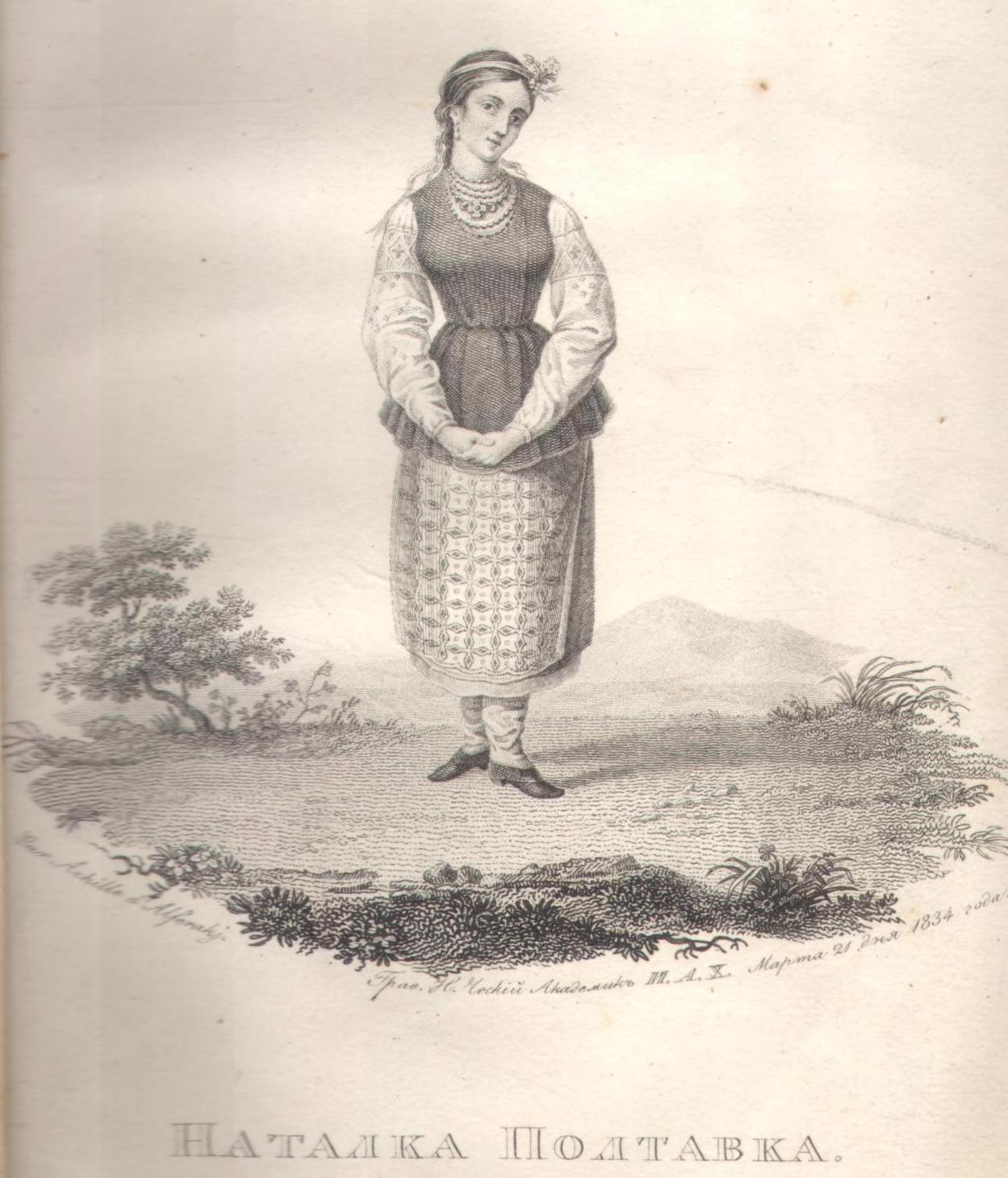
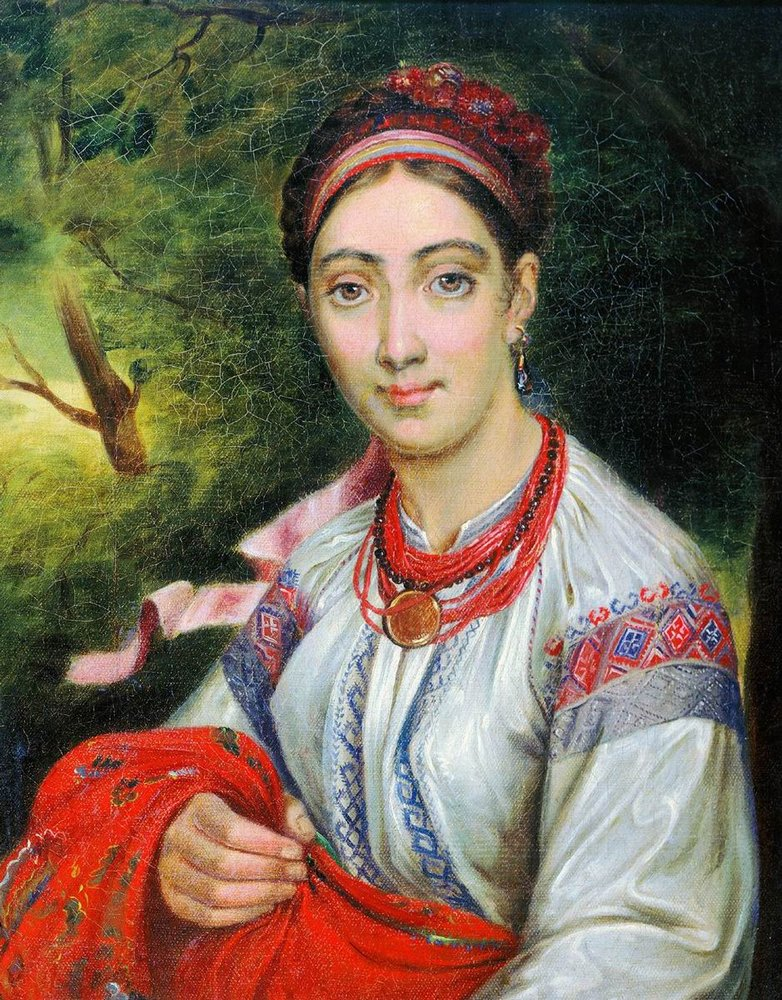
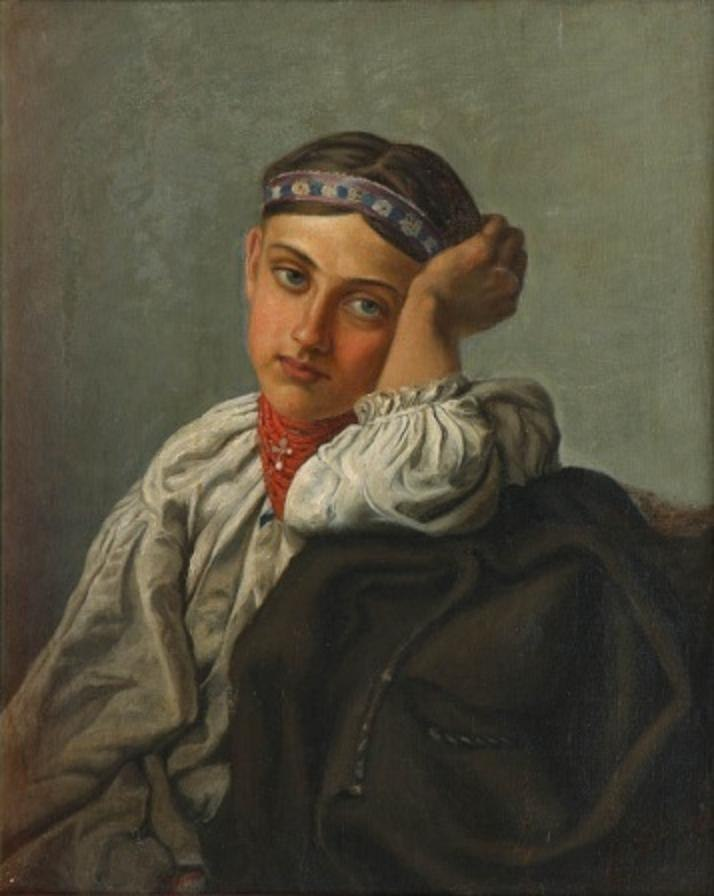

Необхідною частиною святкового строю дівчат були стрічки, а також різноманітні вінки. Прикрашали стрічкою голову в такий спосіб: обиралася найкраща стрічка і пов'язувалася навколо голови, зав'язувалися позаду і кінці пускалися на плечі. Всі інші стрічки, які мали дівчата, перегиналися пополовині і пришпилювалися до основної стрічки так, щоб вони вільно звисали на плечі. Поверху стрічки надягався вінок і зав'язувався під стрічками.
Інколи, для зручності робили з товстого паперу обруч (відомий як чілка, чулко, лубок) за шириною стрічки. У святкові дні такий обруч обтягали найкращою стрічкою і до нього причіплювали всі стрічки, і надівали на голову так, як вінок. Не в святкові дні цей обруч носили також, але без стрічок. Влітку, за такий обруч закладали кожен день живі квіти.
Стрічки носили також панночки та міщанки. Міщанки прив'язували стрічки позаду до намиста і пускали по спині.
На правобережній Україні стрічки у великій кількості прив'язували до вінка і спускали по плечах, на Чернігівщині стрічок було менше, їх прив'язували в ряд до поперечної стрічки і вони спадали від шиї по спині.

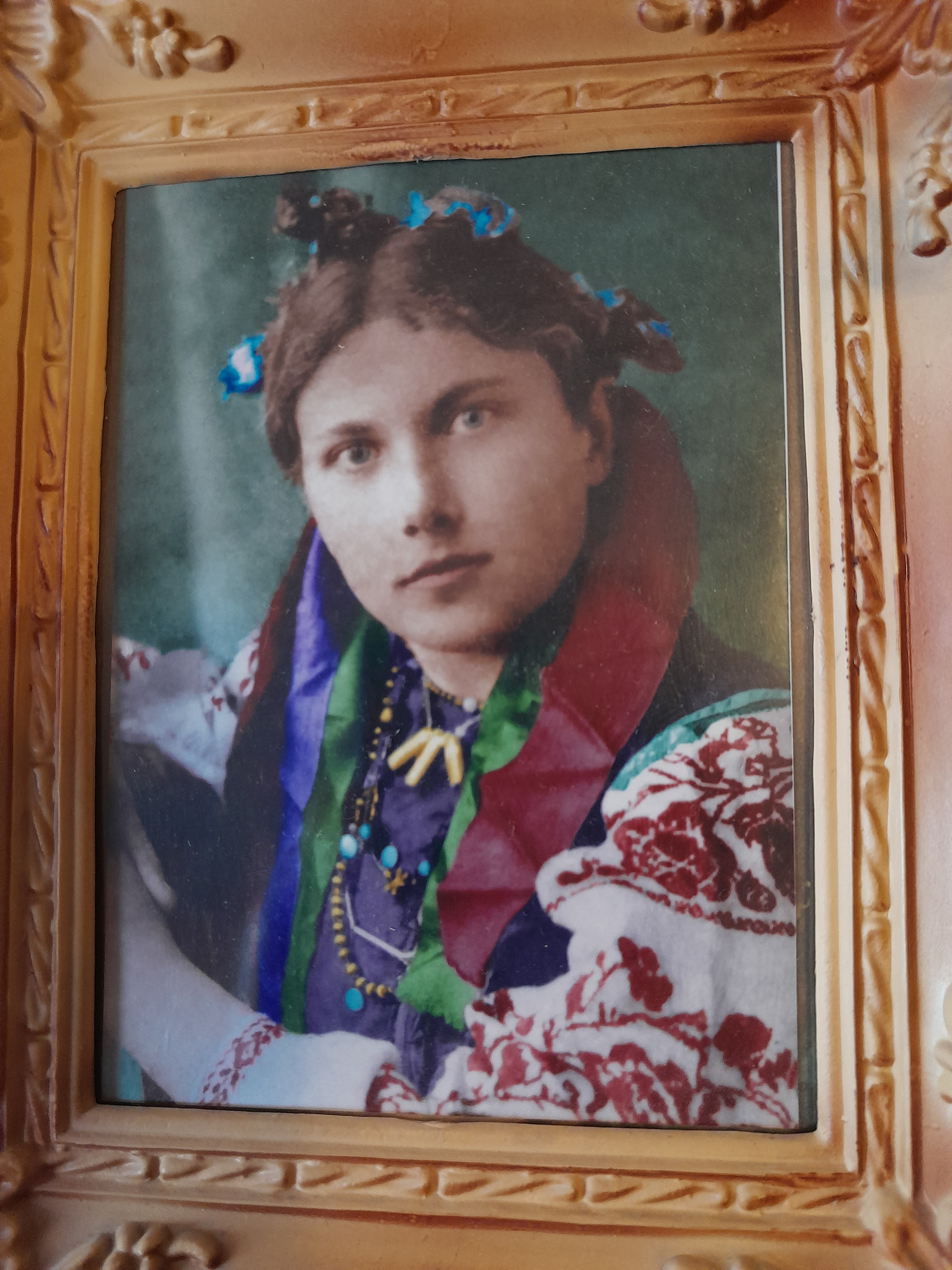
Стрічки, вплетені у волосся, 1946, Харківщина

На Полтавщині та Харківщині дівчата заплітали косу, в яку вплітали стрічки і пускали по спині.
На Лівобережжі стрічки були одноколірні, на Правобережжі — різнобарвні, часто з квітковими чи геометричними оздобами.
|                                 | Сестру Дидона мала Ганну, Насправді дівку, хоть куди, Проворну, чепурну і гарну; Приходила і ся сюди, В червоній юпочці баєвій, В запасці гарній фаналевій, В стьонжках, намисті і ковтках. |
| — І. П. Котляревський, «Енеїда» | |